# Trichodura lineata
Trichodura lineata là một loài ruồi trong họ Tachinidae.